# Greenlight (Filmwirtschaft)
Als Greenlight bezeichnet man in der Filmwirtschaft die verbindliche Freigabe für die Umsetzung eines Filmprojektes oder einer Fernsehserie. Mit dem Greenlighting eines Filmprojektes geht eine Vereinbarung über die Höhe des Filmbudgets und eine Verpflichtung zur Finanzierung des Films einher.
Nach dem Greenlighting können die Filmproduzenten mit der Vorproduktion beginnen.
Die Entscheidung über das Greenlighting eines Filmprojektes liegt bei den großen Major-Studios in den meisten Fällen bei der Unternehmensleitung. Insbesondere bei großen Tentpole-Filmen, die über 200 Mio. US-Dollar an Produktionsbudget kosten können, haben gelegentlich auch die Eigentümer der Studios ein Mitspracherecht.